# John Kahrs

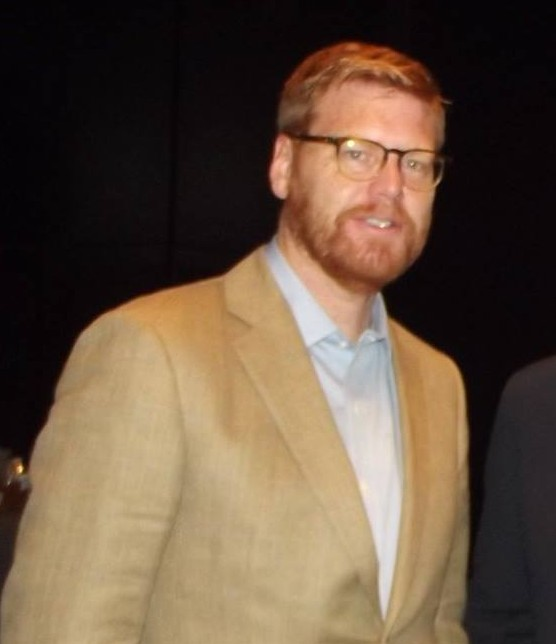
John Kahrs

John Gerald Kahrs (* 1967) ist ein US-amerikanischer Animator und Regisseur.

## Leben
Kahrs wuchs in Cornwall, New York, auf und besuchte die Cornwall High School. Er studierte an der NSCAD University im kanadischen Halifax, Nova Scotia. Carl Ludwig holte ihn zu den Blue Sky Studios, wo Kahrs unter Chris Wedge arbeitete. Kahrs zog 1997 nach Nordkalifornien um und begann, als Animator bei Pixar zu arbeiten. Er war als Animator an einem Großteil der bis 2007 entstandenen Animationslangfilme Pixars tätig. Im Jahr 2007 ging Kahrs nach Los Angeles und wurde Chefanimator bei den Walt Disney Animation Studios. Sein erster Disney-Film wurde der 2010 erschienene Animationsfilm Rapunzel – Neu verföhnt. Im Jahr 2012 erschien mit Im Flug erobert Kahrs’ Regiedebüt. Der Kurzanimationsfilm, der als Mix aus traditioneller Animation und Computeranimation entstand, gewann 2013 einen Oscar in der Kategorie Bester animierter Kurzfilm.
Der im kalifornischen Torrance lebende Kahrs ist ein passionierter Segelflugpilot.

## Filmografie
- 1998: Das große Krabbeln (A Bug’s Life)
- 1999: Toy Story 2
- 2001: Die Monster AG (Monsters, Inc.)
- 2002: Mikes neues Auto (Mike’s New Car) (Kurzfilm)
- 2004: Die Unglaublichen (The Incredibles)
- 2007: Ratatouille
- 2008: Bolt – Ein Hund für alle Fälle (Bolt)
- 2010: Rapunzel – Neu verföhnt (Tangled)
- 2012: Im Flug erobert (Paperman) (Kurzfilm)
- 2020: Die bunte Seite des Monds (Over the Moon) (Co-Regisseur)

## Auszeichnungen
- 2003: Nominierung Annie Award, Outstanding Character Animation, für Die Monster AG
- 2005: Nominierung Annie Award, Character Animation, für Die Unglaublichen
- 2011: Nominierung VES Award der Visual Effects Society, Outstanding Animation in an Animated Feature Motion Picture, für Rapunzel – Neu verföhnt
- 2012: Oscar, Bester animierter Kurzfilm, für Im Flug erobert